# Rock N Growl Records
Rock ’N’ Growl Records ist ein deutsches Plattenlabel mit Sitz in Berglen. Es hat vorrangig Rock- und Metal-Bands unter Vertrag.

## Geschichte
Das Label wurde das 2009 von Axel Wiesenauer gegründet; 2013 folgte die Erweiterung um die Division „Rock N Growl Booking“.
Zu den renommierteren Künstlern des Labels zählen u. a. die Sänger Robin Beck und Jeff Scott Soto sowie die Bands Shadowside und Praying Mantis.

## Bands
- Houston[2]
- Robin Beck[3][4]
- Famous Underground[5]
- Assignment[6][7]
- Raven Lord[8][9]
- Furyon[10][11][12]
- Praying Mantis[13][14]
- Killing Machine
- Kill Ritual[15]
- Byfall
- Lord Volture[16]
- Myon[17]
- Lucky 13
- Ashes You Leave[18]
- Empires of Eden[19]
- Voodoo Highway[20][21]
- Tormenta
- Dominanz
- Raven Lord
- Csaba Zvekan
- Stu Marshall
- Chainfist[22]